# Dios no está muerto 4
Dios no está muerto 4 (en inglés, God's Not Dead: We the People) es una película estadounidense de 2021 del género drama cristiano dirigida por Vance Null. Es la cuarta entrega de la saga Dios no está muerto, después de la película de 2014 y sus secuela de 2016 y 2018, respectivamente.

## Sinopsis
Un grupo de padres dirigido por un pastor local está educando a sus hijos en casa cuando un representante de los servicios sociales hace una visita no anunciada y determina que la enseñanza de los padres no es suficiente, a la luz de los requisitos de los estándares estatales básicos comunes. Una jueza local llamada Elizabeth Neely les da una semana para demostrar que su educación es adecuada o los estudiantes se verán obligados a ir a la escuela pública. El pastor y los padres se dirigen a Washington D. C. para testificar ante un subcomité del Congreso sobre educación en el hogar. Gran parte de la última mitad de la película consiste principalmente en largos discursos de los padres, el pastor y los miembros del Congreso sobre el tema de la educación en el hogar.

## Reparto
- David A. R. White como el reverendo Dave Hill.
- Isaiah Washington como el representante Daryl Smith.[2]
- William Forsythe como el senador Robert Benson.
- Jeanine Pirro como la jueza Elizabeth Neely.[2]
- Antonio Sabàto Jr. como Mike McKinnon.[3]
- Francesca Battistelli como Rebecca McKinnon.[4]
- Matt Anspach como Brandon McKinnon.
- Benjamin Onyango como el reverendo Jude Mbaye.[5]
- Dani Oliveros como Kayla Neely.
- Marco Khan como Misrab.
- Hadeel Sittu como Ayisha.
- Paul Kwo como Martin Yip.

## Producción
La producción de la película se anunció en el Instagram de David A. R. White a finales de 2020. Fue filmada en Oklahoma durante la pandemia de COVID-19.

## Recepción
Steve Pulaski de Influx Magazine le dio a la película una calificación de "F", criticando la trama y el mensaje diciendo: "Dios no está muerto 4 no es solo lo peor de una serie ya mal concebida, sino que es tan absolutamente deplorable que su estado como evento de solamente tres noches en los cines al menos asegura que una cantidad significativamente menor de personas la verá".
Christian Toto elogió la película y afirmó que si bien "comparte los defectos de la franquicia... su audaz declaración de misión nunca ha sido más necesaria".